# Bailleul-le-Soc
Bailleul-le-Soc település Franciaországban, Oise megyében. Lakosainak száma 644 fő (2022. január 1.). Bailleul-le-Soc Cressonsacq, Avrigny, Cernoy, Choisy-la-Victoire, Épineuse, Estrées-Saint-Denis, Fouilleuse és Rouvillers községekkel határos.

## Népesség
A település népességének változása:
| Lakosok száma | 651  | 641  | 652  | 642  | 643  | 646  | 642  | 644  | 644  |
|               | 2013 | 2015 | 2016 | 2017 | 2018 | 2019 | 2020 | 2021 | 2022 |